# Jens Hegeler
Jens Hegeler (Colonia, Alemania, 22 de enero de 1988) es un exfutbolista alemán que jugaba de mediocentro. Su último equipo fue el Bristol City donde se retiró en diciembre de 2018.

## Packing
Durante su carrera profesional el alemán Jens Hegeler y su compañero Stefan Reinartz desarrollaron una nueva herramienta para el análisis de partidos de fútbol. Con este método se puede evaluar la efectividad de los pases de los equipos y de cada jugador. Más adelante, él y su compañero Reinartz fundaron la empresa Impect GmbH.

## Selección nacional
Ha sido internacional con la selección de fútbol sub-21 de Alemania llegando a disputar 4 partidos. Debutó el 11 de agosto de 2009 en un encuentro ante la selección de Turquía sub-21 que perdería el combinado alemán por 1-3.

## Clubes
| Club                | País       | Año       | Partidos | Goles |
| ------------------- | ---------- | --------- | -------- | ----- |
| Bayer Leverkusen II | Alemania   | 2006-2008 | 41       | 5     |
| Bayer 04 Leverkusen | Alemania   | 2007-2009 | 4        | 0     |
| FC Augsburg         | Alemania   | 2009-2010 | 41       | 1     |
| F. C. Núremberg     | Alemania   | 2010-2012 | 72       | 4     |
| Bayer 04 Leverkusen | Alemania   | 2012-2014 | 61       | 6     |
| Hertha Berlín       | Alemania   | 2014-2016 | 53       | 1     |
| Bristol City        | Inglaterra | 2017-2018 | 22       | 1     |